# Beketovka (Volgograd)
Pour les articles homonymes, voir Beketovka.
Beketovka est un microraïon (en) (en russe : микрорайо́н) dans le raïon Kirovsky (ru) (quartier Kirovsky) de la ville de Volgograd, en Russie. Il s'agit d'un ancien village (selo) qui a été incorporé dans la ville en 1931.
Ce village est lié à un événement historique majeur du XXe siècle car c'est en cet endroit que le chef des troupes allemandes Friedrich Paulus est venu présenter sa reddition aux troupes soviétiques à l'issue de la bataille de Stalingrad.

## Géographie
Le quartier de Beketovka est un ancien village qui a été incorporé en 1931 dans la ville de Volgograd (appelée Stalingrad, à l'époque). Ceci a été formalisé par un décret du Comité exécutif central de la RSFSR du 10 juillet 1931.
Beketovka se trouve aujourd'hui dans le raïon Kirovsky (ru), à environ 15 km au sud-sud-ouest du centre-ville de Volgograd, au sud-ouest de l'amorce d'une boucle de la Volga, avant que le cours du fleuve ne prenne une orientation sud-est.

## Histoire
Le village originel de Beketovka a été fondé au milieu du XVIIIe siècle, par des colons venus d'Ukraine, qui se sont installés sur les terres d'un propriétaire foncier, de la famille Beketov (ru). Selon l'origine de ces colons, la colonie s'est d'abord appelée Khokhlovka. Le village a initialement été installé dans la vallée encaissée de Pakhotin. Après l'insurrection de Pougatchev, le village a été déplacé à son endroit actuel, le long de la rivière Elshanka, face au village d'Otrada. La colonie avait le statut de sloboda, appartenait à paroisse d’Otraddinskaya district de Tsaritsyne (province de Saratov).
En 1862, il y avait 108 foyers : 362 hommes et 399 femmes, et quatre moulins. Les villageois travaillaient dans la boulangerie, l'agriculture familiale, le frai et la conduite. À la fin du XIXe siècle, la population de la colonie était passée à plus de mille habitants.
En 1919, le raïon de Tsaritsyne a été inclus dans la province de Tsaritsyne. En 1931, Bektovka est intégrée à Stalingrad.
Dans la dernière période de la bataille de Stalingrad dans le quartier général de Beketovka 64e armée soviétique Ici, après la reddition a été amené et interrogé le 31 janvier 1943 le capturé maréchal Friedrich Paulus.

### Seconde guerre mondiale

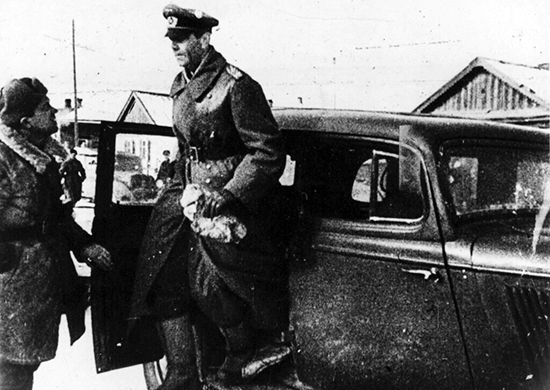
Le 1er février 1943, le très récemment promu Generalfeldmarschall Friedrich Paulus arrive au quartier général de la soviétique installé à Beketovka pour présenter sa reddition à l'issue de la bataille de Stalingrad.

Pendant la bataille de Stalingrad de la Seconde Guerre mondiale, le quartier général de la 64e armée soviétique, commandée par le lieutenant général Mikhaïl Stepanovitch Choumilov, s'est installé à Beketovka. C'est d'ailleurs dans ce quartier général que le Generalfeldmarschall Friedrich Paulus a été amené pour signer la reddition des troupes allemandes et de celles de l'Axe qui étaient engagées dans cette bataille.
Après la victoire soviétique, souvent considérée comme un tournant majeur de la guerre, le plus grand camp de prisonniers de guerre pour les forces allemandes qui s'étaient rendues était le camp n° 108 dans et autour de Beketovka : au total, l'ensemble des camps installés regroupaient 91 000 hommes ; le dernier camp a été fermé en 1949.

## Population
Le tableau donne l'évolution de la population du village par année de la fin du XIXe siècle au début du XXe siècle, avant qu'il ne soit incorporé à la ville de Stalingrad.
| 1862 | 1882 | 1894 | 1897 | 1911. |
| ---- | ---- | ---- | ---- | ----- |
| 844  | 1145 | 1036 | 1228 | 1525  |

## Personnalité liée à Beketovka
- Alexandra Pakhmoutova, célèbre compositrice soviétique puis russe, est née en 1929 dans le village.